# نيلام فيرما
نيلام فيرما (مواليد 1980) مرسلة تلفزيونية كندية، سيدة أعمال وحاملة لقب ملكة جمال كندا وممثلتها في مسابقة ملكة جمال الكون 2002. ، وأصبحت أول امرأة هندية تمثل كندا في مسابقة ملكة جمال الكون. ، وحلت نيلام ضمن المراكز العشرة الأولى في مسابقة ملكة جمال الكون وهذا يعتبر انجاز لان قلة من الكنديات قبلها قد أنجزته. استضافت مسابقة ملكة جمال ملكة جمال كندا في عام 2007 ، وعملت في لجنة التحكيم لهذا الحدث في عام 2010.

## نشأتها
ولد نيلام فيرما في مونتريال ، كندا لأبوين هاجروا من الهند في السبعينيات، تخرج نيلام من كلية إدارة الأعمال بجامعة يورك وعمل في شركة بروكتر وجامبل وغيرها من شركات فورتشن 500 في التسويق قبل دخول صناعة الإعلام.

## روابط خارجية
لم يتم العثور على روابط لمواقع التواصل الاجتماعي.

- نيلام فيرما على إنستغرام
- نيلام فيرما على موقع IMDb (الإنجليزية)